# 中野重治
中野 重治（なかの しげはる、1902年（明治35年）1月25日 - 1979年（昭和54年）8月24日）は、日本の小説家・詩人・評論家・政治家。代表作に小説『歌のわかれ』『むらぎも』『梨の花』『甲乙丙丁』、評論『斎藤茂吉ノオト』、詩集『中野重治詩集』など。詩人の中野鈴子は実妹、女優の原泉は妻。
福井県坂井市出身。東京帝国大学文学部独文科卒。四高時代に窪川鶴次郎らを知り、短歌や詩や小説を発表するようになる。東大入学後、窪川、堀辰雄らと『驢馬』を創刊、一方でマルクス主義やプロレタリア文学運動に参加し、「ナップ」や「コップ」を結成。この間に多くの作品を発表した。1931年に日本共産党に入ったが、検挙され1934年に転向する。
戦後再び日本共産党に入り、また『新日本文学』の創刊に加わった。平野謙、荒正人らと「政治と文学論争」を引き起こし、戦後文学の中心者であった。1947年から50年まで日本共産党参議院議員を務める。だが1964年に日本共産党と政治理論で対立し、除名された。1969年に神山茂夫共編で『日本共産党批判』を出版している。

## 経歴
中野は1902年1月25日、坂井郡高椋村（現在の坂井市丸岡町）一本田に生まれた。父は藤作、母はとら。兄が一人、妹が三人いた。中野の父は大蔵省煙草専売局に勤務していたので、神奈川県平塚町、秦野町に住んでいたときもあった。父の鹿児島転勤の際に、一本田に戻り、祖父母に育てられる。
1908年に第三高椋小学校に入学する（卒業時には高椋西小学校に改称されている）。1914年、福井県立福井中学校に入学（在学中は興宗寺に下宿していた）、同年に祖母のみわが没した。1919年に卒業、当時導入されていた全国試験で首席になるが、第一高等学校ではなく、金沢市の第四高等学校文科乙類に入学する。なお、8月に中野の兄の耕一が勤務先の朝鮮銀行で客死している。在学中に窪川鶴次郎らを知り、短歌などを発表する。1923年、関東大震災に被災し金沢で避難生活を送っていた室生犀星のもとを初めて訪ね、以後師事した。
1924年、東京帝国大学独逸文学科に入学。5月に祖父の治兵衛が死没した。1925年、富山の同人雑誌『ふるさと』の後継として『裸像』を大間知篤三、深田久弥、舟木重彦らとともに創刊し、詩『しらなみ』『浪』などを発表し、大間知や林房雄の紹介で東京大学新人会に入った。また、林、久板栄二郎、鹿地亘らとともに社会文芸研究会を、1926年、鹿地らとともにマルクス主義芸術研究会（マル芸）を設置する。さらに室生の元で知り合った大学の一年後輩である堀らや窪川と共に、同人雑誌『驢馬』を創刊し『夜明け前のさよなら』『歌』などの詩を発表、芥川龍之介にも評価された。同年にマル芸会員とともに日本プロレタリア芸術連盟（プロ芸）へ入り、中央委員となる。プロレタリア文学運動に参加し、抒情性と戦闘性をあわせもった作品で有名になった。1928年には全日本無産者芸術連盟（ナップ）や日本プロレタリア文化連盟（コップ）の結成にも参加している。この間の作品に『芸術に関する走り書き的覚え書』（評論）『鉄の話』（小説）など。1930年には女優の原泉と結婚する。1932年にコップへの弾圧が強くなり検挙されたが、1934年に転向を条件に出獄した。以後も中野は文学者として抵抗を継続し、転向小説五部作（「第一章」「鈴木　都山　八十島」「村の家」「一つの小さい記録」「小説の書けぬ小説家」）や『論議と小品』などによって時流批判を続けたため、1937年に中野は宮本百合子や戸坂潤、岡邦雄らとともに執筆禁止の処分を受けている。
太平洋戦争開始時、中野は父親の死去による帰省中だったために検挙をまぬがれた。中野は戦時下も『斎藤茂吉ノオト』などの作品を発表した。文芸家協会の日本文学報国会への改組にあたって、自分の過去の経歴（左翼活動）のために入会を拒まれるのではないかという不安におそわれて、菊池寛に入会懇請の手紙を送っていた（後に、手紙を保管していた平野謙によって暴露された）。積極的に戦争に加担する作品を発表したり、戦争を煽る運動を行ったりはしなかったものの、戦争に反対する活動も行わないまま学徒出陣で多くの学生が学半ばで特攻・玉砕していく様子を尻目に終戦を迎えた。この時期の手紙が『愛しき者へ』上下、日記が『敗戦前日記』として各中央公論社で、また中野の画文集『中野重治の画帖』（新潮社、1995年）が刊行されている。
終戦直後の1945年11月、中野は日本共産党に再入党した。中野はまた、新しい文学の出発を願い宮本や蔵原惟人たちとともに新日本文学会を創立し、民主主義文学の発展のために精力的に活動を開始する。『近代文学』の平野、荒正人を、「新日本文学」を中心として『批評の人間性』を書いて批判し、「政治と文学論争」を引き起こした。その批判は、政治主義的であったとの評価が後に中野によってなされている。1947年から3年間参議院議員（全国区選出）を務めた。党が1950年のコミンフォルム批判問題で分裂した際には国際派に属した。1958年、日本共産党の中央委員に選出された。しかし、そのころの新日本文学会内でアヴァンギャルド的な方法を探究しようとする花田清輝や武井昭夫たちが、日本共産党と政治理論で対立していくなかで、武井たちの方向を支持するようになり、1964年の部分核停条約の批准をめぐる意見の相違のなかで、党の決定にそむいて、志賀義雄・神山茂夫・鈴木市蔵らとともに「日本のこえ」派を旗揚げした。この〈日本のこえ〉の命名をしたと伝えられており、その結果、1964年、日本共産党を除名された。また、新日本文学会の内部でも、部分核停条約の評価をめぐって異論をもち、新日本文学会の大会に意見の相違を保留する対案を提出しようとした江口渙や霜多正次たちの除籍に賛成し、彼らは日本民主主義文学同盟を結成するにいたった。
中野は1967年に「日本のこえ」を離脱し、志賀とは袂を分かつことになったが、神山と『日本共産党批判』を出版し終生左翼運動・文学運動で活動した。1978年に「小説、詩、評論など多年にわたる文学上の業績」により朝日賞を受賞した。
中野は1979年6月に白内障の手術のため都立駒込病院に入院、術後退院したが7月に東京女子医科大学病院に再入院する。そして8月24日17時21分に胆のう癌のために死去した。
全集は筑摩書房で3度刊行。最初の全集は1959-63年（全19巻別巻1）、第2次は1976-80年（全28巻）、第3次（第2次版を増補改訂）は1996-98年出版（全28巻別巻1［書簡、書誌索引］）。
中野の没後、中野の生誕地の丸岡町（現 坂井市）にて「中野重治記念文学奨励賞 全国高校生詩のコンクール」が行われていたが、市町村合併を機に中止された。
命日の8月24日は愛した花にちなみ「くちなし忌」と呼ばれ、毎年8月に坂井市丸岡町の生家跡で偲ぶイベントが開催されている。

## エピソード
- 1945年（昭和20年）3月、世田谷区新町に住んでいた志賀直哉を訪ね、その後も交流があった。戦後、「新日本文学会」を結成すると、中野の人柄に好感を持っていた直哉も賛助会員となる。翌年3月中野は『学芸封鎖の悪令』（読売新聞）で「国民は飢ゑてゐて天皇とその一家は肥え太っている」と皇室を、『安倍さんの「さん」』（読売報知）では文部大臣安倍能成を批判する。これを読んだ直哉は「何か復しう心のやうなものも感じられ兎に角甚だ不純な印象」と手紙に書き文学会を脱会。直哉に畏敬の念を抱いていた中野は徳永直と手紙で慰留するが、これ以後直哉が新日本文学会に関わることはなかった[2]。
- 父は、朝鮮総督府の官僚を務めていた[3]。
- 壺井栄、井上靖、源氏鶏太らとともに長野県軽井沢町の上ノ原地区に別荘を構え、「上ノ原文士村」と呼ばれた[4]。この別荘地の開発者は、市村今朝蔵の妻きよじである[4]。

## 主な作品
- 『藝術に関する走り書的覚え書』改造社 1929、岩波文庫 1978
- 『夜明け前のさよなら』改造社 1930 (新鋭文学叢書)
- 『鉄の話』戦旗社 1930 (日本プロレタリア作家叢書)
- 『子供と花 随筆と評論』沙羅書店 1935
- 『論議と小品』現代文化社 1935
- 『中野重治詩集』ナウカ社 1935、のち新潮文庫、岩波文庫、思潮社現代詩文庫ほか
- 『ハイネ人生読本』六藝社 1936 人生読本叢書
- 『小説の書けぬ小説家』竹村書房 1937
- 『空想家とシナリオ』改造社 1939、のち角川文庫
- 『歌のわかれ』新潮社 1940、のち新潮文庫、角川文庫。「村の家」ほか
- 『汽車の缶焚き』小山書店 1940、のち角川文庫
- 『齋藤茂吉ノオト』筑摩書房 1941、のち筑摩叢書、ちくま学芸文庫、講談社文芸文庫
- 『日本文学の諸問題』新生社 1946
- 『楽しき雑談』全4巻 筑摩書房 1947-49
- 『文学のこと 文学以前のこと』解放社 1947
- 『雪の下』那珂書店 1948
- 『中野重治選集』全10巻　筑摩書房 1948-49
- 『話四つ・つけたり一つ 戦後短篇集』新日本文学会 1949
- 『中野重治国会演説集』八雲書店 1949
- 『批評の人間性 戦後評論集』新日本文学会 1949
- 『文学論』ナウカ社 1949
- 『中野重治選集（全）』河出書房 1950 新日本文学会編
- 『啄木』弘文堂アテネ文庫 1951
- 『政治と文学』東方社 1952
- 『鴎外 その側面』筑摩書房 1952、のち筑摩叢書、ちくま学芸文庫
- 『話すことと書くことと』東京大学出版会（新書判） 1953
- 『むらぎも』大日本雄弁会講談社 1954、のち角川文庫、新潮文庫、講談社文芸文庫
- 『わが読書案内』和光社 1955
- 『夜と日の暮れ』筑摩書房 1955
- 『外とのつながり』筑摩書房 1956
- 『事実と解釈 盾の表がわを見よ』大日本雄弁会講談社(ミリオン・ブックス)　1957
- 『萩のもんかきや』筑摩書房 1957、のち「萩のもんかきや・五勺の酒」角川文庫
- 『ハイネの橋』村山書店 1957
- 『おばあさんの村』岩波少年文庫 1957
- 『映画雑感 素人の心もち』大日本雄弁会講談社 1958
- 『中野重治全集』全19巻別巻1、筑摩書房 1959-63 - 別巻「中野重治研究」
- 『梨の花』新潮社 1959、のち角川文庫、新潮文庫、岩波文庫
- 『忘れぬうちに』筑摩書房 1960
- 『中国の旅』筑摩書房 1960
- 『活字以前の世界』筑摩書房 1962
- 『眺め』筑摩書房 1965
- 『事実に立って』筑摩書房 1965
- 『春夏秋冬』筑摩書房 1968
- 『室生犀星』筑摩叢書 1968
- 『日本共産党批判』神山茂夫共編著、三一書房 1969
- 『甲乙丙丁』（上下）講談社 1969、新編・講談社文芸文庫 1991
- 『小品十三件』河出書房新社 1970
- 『四方の眺め』新潮社 1970
- 『小林多喜二と宮本百合子』講談社 1972
- 『レーニン素人の読み方』筑摩書房 1973
- 『本とつきあう法』筑摩書房 1975、ちくま文庫 1987
- 『わが国 わが国びと』新潮社 1975
- 『中野重治全集』全28巻、筑摩書房 1976-80
- 『日本語実用の面』筑摩書房 1976
- 『緊急順不同』三一書房 1977
- 『沓掛筆記』河出書房新社 1979

没後刊行
- 『わが生涯と文学』筑摩書房 1979 - 上記76年版全集の〈うしろがき〉
- 『中野重治詩集』筑摩書房 1980
- 『中野重治 ちくま日本文学全集』筑摩書房 1992
- 『愛しき者へ』（上下）中央公論社 1983-84、中公文庫 1987 - 澤地久枝編：家族への戦前戦中の書簡集
- 『敗戦前日記』中央公論社 1994
- 『中野重治の画帖』新潮社 1995
- 『定本版 中野重治全集』全28巻・別巻1、筑摩書房 1996-98 - 別巻「年譜・書誌・索引」
- 『中野重治評論集』平凡社ライブラリー 1996 - 林淑美編・解説
- 『中野重治は語る』平凡社ライブラリー 2002 - 松下裕編・解説、講演ほか
- 『中野重治書簡集』平凡社 2012 - 竹内栄美子・松下裕編、1923年から没時まで765通を収録

主な没後新編文庫
- 『五勺の酒・萩のもんかきや』講談社文芸文庫 1992
- 『あけびの花』講談社文芸文庫〈現代日本のエッセイ〉1993
- 『新編 沓掛筆記』講談社文芸文庫〈現代日本のエッセイ〉1994
- 『村の家・おじさんの話・歌のわかれ』講談社文芸文庫 1994
- 『空想家とシナリオ・汽車の罐焚き』講談社文芸文庫 1997
- 『歌のわかれ・五勺の酒』中公文庫 2021 - 作品9篇

## 翻訳
- レーニンのゴォリキーへの手紙 岩波文庫 1935
- 第二インタナショナル ニコライ・レーニン 白揚社 1936 (レーニン重要著作集)
- オオカミに冬なし クルト・リュートゲン 岩波少年文庫 1959-60

## 主な伝記研究
- 杉野要吉『中野重治の研究　戦前・戦中篇』 笠間書院 1979年
- 北川透 『中野重治 近代日本詩人選15』 筑摩書房、1981年
- 松下裕 『評伝中野重治』 筑摩書房 1998年/平凡社ライブラリー、2011年（増訂）
※信頼の厚い編集担当者で全集を編んだ、ロシア文学者でもある。
- 佐多稲子 『夏の栞　中野重治をおくる』 新潮社 1983年/講談社文芸文庫、2010年　※盟友の回想記
- 石堂清倫 『中野重治との日々』 勁草書房 1989年 - ※往復書簡を多数所収。
  - 石堂清倫 『わが友中野重治』 平凡社　2002年
  - 石堂清倫 『中野重治と社会主義』 勁草書房 1991年
- 小田切秀雄 『中野重治　文学の根源から』 講談社 1999年　※長年交流があった
- 松尾尊兊 『中野重治訪問記』 岩波書店 1999年　※晩年交流があった
- 定道明 『中野重治伝説』 河出書房新社 2002年　※最晩年の弟子
  - 定道明 『「しらなみ」紀行　中野重治の青春』 河出書房新社 2001年
  - 定道明 『中野重治私記』 構想社 1990年
- 藤森節子 『女優原泉子　中野重治と共に生きて』 新潮社 1994年
- 林淑美 『中野重治　連続する転向』 八木書店　1993年
  - 林淑美 『批評の人間性　中野重治』 平凡社　2010年
- ミリアム・シルババーグ『中野重治とモダン・マルクス主義』林淑美ほか訳、平凡社　1998年
- 竹内栄美子 『戦後日本、中野重治という良心』 平凡社新書 2009年 - ※以下3冊は入門書
  - 竹内栄美子 『中野重治　日本の100人　人と文学』 勉誠出版 2004年
- 林淑美編 『新潮日本文学アルバム64　中野重治』 新潮社 1996年
- 竹内栄美子・丸山珪一編 『中野重治・堀田善衞 往復書簡 1953-1979』影書房　2018年
- 廣瀬陽一『中野重治と朝鮮問題　連帯の神話を超えて』青弓社、2021年12月28日。ISBN 978-4-7872-9264-3。（電子版あり）